# Calle del Colegio de San Prudencio
La calle del Colegio de San Prudencio es una vía pública de la ciudad española de Vitoria.

## Descripción
La vía, que ostenta el título actual desde el 12 de octubre de 1887, discurre desde la calle de Francia hasta la confluencia de Nueva Dentro con la de San Vicente de Paúl, donde conecta con el cantón de San Francisco Javier. Tiene cruces con la calle del Torno y Nueva Fuera. Aparece descrita en la Guía de Vitoria (1901) de José Colá y Goiti con las siguientes palabras:

Calle del Colegio de San Prudencio.—Nombre primitivo. Se le dió este título en 12 de octubre de 1887.
(Colá y Goiti, 1901, p. 29)

Su título se explica por el colegio de aquel nombre, que tuvo sede en la calle desde 1590. Con el tiempo, se reconvertiría en hospicio y luego en residencia.